# Romain Latterrade
Pas d'image ? Cliquez ici

a Compétitions nationales et continentales officielles uniquement.

Dernière mise à jour le 30 juin 2025.
Romain Latterrade, né le 4 avril 1996 à Saint-Justin (Landes), est un joueur français de rugby à XV évoluant au poste de talonneur.

## Biographie
Romain Latterrade naît le 4 avril 1996, à Saint-Justin dans les Landes. Après avoir fait du football et du judo, il entre à l'école de rugby du Stade montois en minimes. 
Durant la saison 2017-2018, il dispute ses premières minutes en Pro D2 avec son club formateur face à l'USA Perpignan. 
Il explose réellement lors de la saison 2018-2019, disputant un total de vingt-quatre rencontres, dont quatorze en qualité de titulaire au poste de talonneur, et inscrivant six essais. 
Cependant, lors de la saison suivante, il ne parvient pas à confirmer et est rétrogradé dans la hiérarchie derrière Christophe David et Mohamed Khribache. 
Toutefois, à partir de la saison 2020-2021, après avoir perdu des kilos superflus qui ont notamment freiné sa progression, il s'impose comme le titulaire de son club à son poste. 
Il dispute son dernier match avec cette équipe en avril 2023, ayant joué un total de 117 matchs avec le club où il s'est formé, le Stade montois, en Pro D2. 
Lors de l'été 2023, il intègre l'effectif de l'Union Bordeaux Bègles en Top 14,.
Le 15 janvier 2025, il est annoncé sur le départ vers le Provence Rugby à compter de la saison 2025-2026.